# Bauer Morgengang

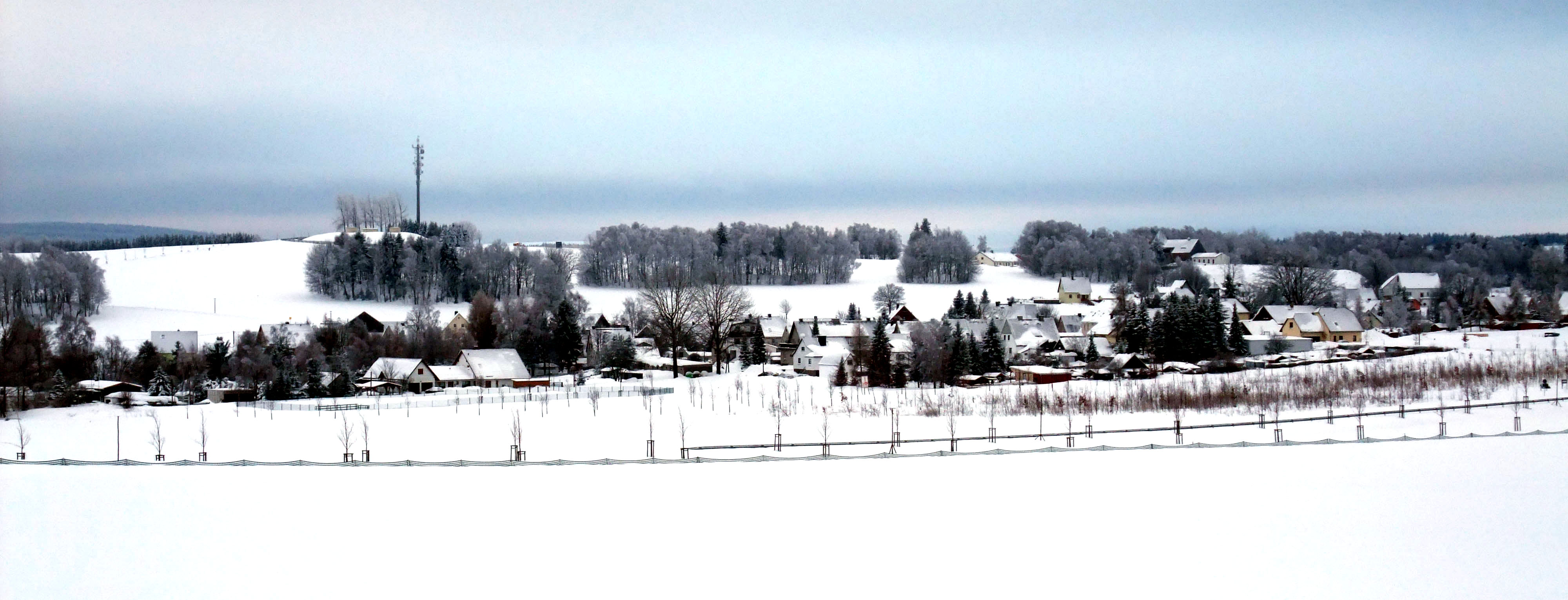
Lauta mit dem dahinterliegenden Haldenzug

Der Bauer Morgengang ist ein 5,5 Kilometer langer Erzgang im Bergbaugebiet des Marienberger Reviers. Namensgebend für den Gang war die Bauernzeche. Die Fundgrube ist die erste, namentlich auf diesem Gang bekannte Grube. Der markante Haldenzug in der Ortslage Lauta (Ortsteil von Marienberg) steht unter Denkmalschutz. Die einzelnen Halden sind Biotope und stehen unter Naturschutz. Der Haldenzug ist Teil des UNESCO-Welterbes Montanregion Erzgebirge.

## Lage
Der Bauer Morgengang streicht durchschnittlich 30°NO und fällt zwischen 68 und 74°NNW ein. Der größere und bedeutendere Teil des Ganges ist das Gegentrum westlich des Lautenbaches. Über Tage wird der Verlauf des Ganges durch den Haldenzug visualisiert, der östlich des Ortes Lauta liegt und vom Lautenbach rund 600 Meter in ostnordöstliche Richtung verläuft. Der Haldenzug des Gegentrums verläuft südlich von Lauta rund zwei Kilometer lang nach Westsüdwest bis zur Dreibrüderhöhe. Etwa auf halber Strecke wird er vom Gangzug des Elisabeth Flachen gekreuzt.

## Geologie
Der Bauer Morgengang ist ein hydrothermaler Gang und gehört zur Quarz-Polymetall-Assoziation der (kb-Formation), in der silberreiche Blei-Zinkerze vorherrschen. Er wird von einem Lamprophyrgang begleitet. Überprägungen durch jüngere Abfolgen sind auf Gangkreuze mit Stehenden oder Flachen Gängen beschränkt.

## Geschichte

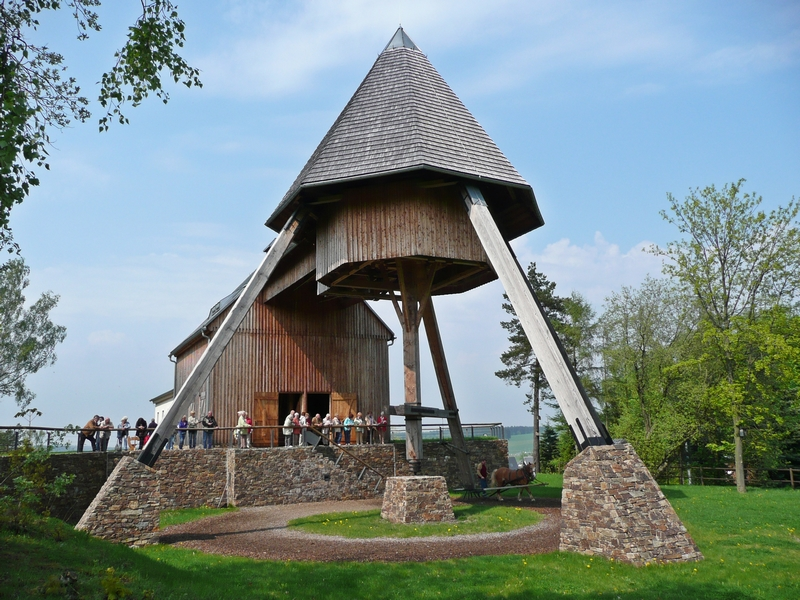
Nachbau des Pferdegöpels auf dem Rudolphschacht

### 2. Hauptperiode des erzgebirgischen Bergbaus
Der Silberbergbau auf dem Erzgang in der Grube Bauernzeche wurde erstmals im Quartal Crucis 1523 erwähnt. Diese war unter anderem im Besitz des Leipziger Kaufmanns Georg Kreuziger. In kurzer Folge entstanden weitere Gruben auf dem Erzgang. Die Halden haben einen regelmäßigen Abstand, der der Größe der damaligen Grubenfelder von 84 × 14 m bei der Fundgrube und 56 × 14 m bei den Maaßen im Streichrichtung des Ganges entspricht. Auf Grund der geringen Größe der Halden ist davon auszugehen, dass es sich um Schächte mit Handhaspeln handelte. Die Fördertiefe betrug deshalb maximal 30 bis 50 m. Von diesen Halden sind nicht mehr alle erhalten.
Die Ausbeute auf dem Erzgang erbrachte zwischen 1533 und 1597 83.334 Gulden.
Um genügend Aufschlagwasser für die Wasserhebung zur Verfügung zu haben, wurde 1551 der Reitzenhainer Zeuggraben bis Lauta fertiggestellt. Damit war es möglich, Kunstgezeuge auf den Gruben des Bauer Morgenganges, des Elisabeth Flachen und des benachbarten Kiesholzes anzutreiben.
Die Wasserlochzeche, der heutige Rudolphschacht auf dem Bauer Morgengang  abgeteuft. Ihr Ursprung ist der 15. Maaßenschacht auf dem Bauernzeche Gegentrum. Durch die Probleme und Kosten bei der Wasserhaltung sowie infolge des Dreißigjährigen Krieges war der Erzbergbau weitgehend zum Erliegen gekommen.

### 3. Hauptperiode des erzgebirgischen Bergbaus
Der Bergmeister Friedrich Wilhelm Heinrich von Trebra unternahm große Anstrengungen, um die Gruben nachhaltig wieder in Betrieb zu nehmen. So wurde 1777 im Herzog Carl Schacht auf dem Bauer Morgengang durch Johann Friedrich Mende eine Wassersäulenmaschine installiert. Diese erfüllte jedoch die in sie gesetzten Erwartungen nicht.
Ein letzter Aufschwung des Bergbaus auf dem Bauer Morgengang begann im ersten Drittel des 19. Jahrhunderts. 1830 erreichte der auf dem David Flachen aufgefahrene Weißtaubner Stolln den Gang. Der Stolln wurde von hier auf dem Hangenden Trum des Bauer Morgenganges, auch als Gottes Segen Morgengang bezeichnet, vorgetrieben und erreichte 1835 den Wasserlochschacht in einer Teufe von 128 Metern. Das weitere Ziel der Auffahrung war der Salomo Flache, den man am 14. Dezember 1836 erreichte. Zuvor hatte man den bis dahin unbekannten Amandus Flachen überfahren. Dieser sollte sich zum Hauptgang der Grube entwickeln. Man benannte den Gang nach dem Freiberger Bergrat Carl Amandus Kühn.
1838/1839 wurde auf der Wasserlochschacht zum Förderschacht ausgebaut. Die Schachtröhre wurde ausgemauert, der Schacht aufgesattelt und ein Pferdegöpel installiert. Der Schacht erhielt am 23. Januar 1839 den Namen des neuen Bergmeisters Rudolph Hering und hieß fortan Rudolphschacht. Zur Hebung der Grubenwässer wurde zwischen 1842 und 1844 im Schacht ein Kunstrad mit einem Durchmesser von 13 Metern eingebaut. Um das notwendige Aufschlagwasser zu erhalten, sollte die 22 Meter über dem Weißtaubner Stolln liegende Hundstrecke auf dem Bauer Morgengang vom Salomo Flachen bis zum Herzog Carl Schacht aufgefahren werden. Man entschied sich aber die Hundstrecke zwischen Rudolphschacht und dem alten Abrahamer Kunstschacht auf einer Länge von 582 Metern bis zu einer Höhe von zwei Metern nachzureißen. Vom Abrahamer Kunstschacht bis zum Herzog Carl Schacht war kein Nachriß notwendig, da die Strecke bis zum Herzog Carl Schacht ansteigt. Hier nutze man die über den Schacht mittels einer Rösche vom Lautenteich herangebrachten Wässer. Allerdings reichte die Wassermenge nicht aus, um das Kunstrad durchgängig zu betreiben. Deshalb wurde 1846/47 der Kathariner Wasserlauf, über den die Grube früher das Aufschlagwasser bekam, auf einer Länge von 1500 Metern aufgewältigt. Hierüber konnte nun das Wasser des Raitzenhainer Zeuggrabens zur Grube geleitet werden.
1844 wurde der Schacht bis zur 1. Gezeugstrecke mit einer Teufe von 186 Metern niedergebracht. 1847 erreichte man auf dieser Strecke das Gangkreuz des Bauer Morgenganges mit dem Salomo Flachen. Hier fand man Abbaue der „Alten“ die bis auf diese Strecke reichten. 1848 kam es mit dem Mühlenbesitzer Lorenz und Consorten zu Streitigkeiten um die Rechte am Aufschlagwasser. Ende 1848 kam es deshalb zum Mangel an Aufschlagwasser. In der Folge mussten die Baue unter dem Weißtaubner Stolln trotz guter Silberanbrüche aufgegeben werden. Die Schachtteufe hatte zu diesem Zeitpunkt die ½ 2. Gezeugstrecke bei 203 Metern erreicht.
Mit der Konsolidierung mehrerer alter Grubenreviere zur Marienberger Silberbergbau Aktiengesellschaft im Jahr 1862 wurde der Rudolphschacht der Zentralschacht der Gewerkschaft. Zur Wasserhaltung wurde 1865 eine 16-PS-Lokomobile aufgestellt der Schacht gesümpft und 1866 bis zur 2. Gezeugstrecke bei bis auf 223 Meter weiter geteuft. Das Ziel der Auffahrungen war zu diesem Zeitpunkt das Erreichen des Elisabeth Flachen. Nach 410 Metern vom Rudolphschacht wurde der im Bauer Morgengang aufgefahrene Weißtaubner Stolln mit dem Gang durchschlägig. 1868 wurde im Schacht die ½ 3. Gezeugstrecke bei 243 Metern erreicht und die Gangkreuze Bauer Morgengang mit dem Amandus Flachen und des Salomo Flachen mit dem Amandus Flachen untersucht.
Von 1871/73 wurde eine Wassersäulenmaschine zur Wasserhaltung eingebaut und der Schacht bis zur 3. Gezeugstrecke auf eine Teufe von 263 Metern gebracht. 1877 löste eine Dampffördermaschine den Pferdegöpel ab. Im selben Jahr erreichte die Schachtteufe die ½ 4. Gezeugstrecke. 
Nach dem Inkrafttreten des neuen Aktienrechtes am 18. Juli 1884 entschied sich die Marienberger Silberbergbau Aktiengesellschaft 1888 zur Umwandlung der AG in eine Gewerkschaft unter dem Namen Vater Abraham Fundgrube zu Marienberg.
1899 wurde der Bergbau im Revier des Rudolphschachtes eingestellt. Der Schacht hatte bei einer Teufe von 322 Metern die 5. Gezeugstrecke erreicht. Die Gewerkschaft begann mit dem weiteren Vortrieb des Tiefe Hilfe Gottes Stolln um das Revier auf einer tieferen Sohle vom Wasser zu lösen. Der Vortrieb wurde im Juni 1904 eingestellt und im Dezember alle Bergrechte gelöscht.

### Bergarbeiten der Wismut AG/SDAG Wismut
Im Februar 1947 begann die Wismut AG/ mit der Aufwältigung des Rudolphschachtes. Der Schacht erhielt die Schachtnummer 45. Im März 1947 wurde die Weißtaubner Stolnnsohle erreicht. Im September 1947 wurde mit der Sümpfung des Grubenfeldes begonnen. Im April 1948 konnte die Sümpfung mit dem Erreichen der 5. Sohle abgeschlossen werden. Bis Ende 1949 wurden 20.800 Meter alte Strecken aufgewältig und 5600 Meter neue Strecken vorgetrieben. Zum Erschließen tieferer Sohlen wurde im Elisabeth Flachen der Blindschacht 300 bis zur 8. Sohle mit einer Teufe von 214 Metern niedergebracht. Der Bauer Morgengang wurde auf der ½ 6. und der 6. Sohle aufgefahren und untersucht. Die Haupterzlieferanten im Bereich des Rudolphschachtes waren der Elisabeth Flache (6,9 t Uran) und der Amandus Flache (7,6 t Uran). Zur Aufschließung des Grubenfeldes im Bereich des Schachtes Vater Abraham wurde der Schacht 139 geteuft. Er war mit dem Rudolphschacht auf mehreren Sohlen verbunden. Im Herbst 1954 wurden die Arbeiten eingestellt.

### Der Flussspatbergbau
Am 1. April 1955 wurde der VEB Spatgruben Bärenstein Betriebsabteilung Marienberg gegründet. Ziel war der Abbau der bekannten Flussspatvorkommen auf einigen Gängen. Im Revier des Rudolphschachtes wurden der Amandus Flache und der Elisabeth Flache untersucht. Sie erwiesen sich als nicht bauwürdig. Der im Bereich des Schachtes 139 gewonnene Flussspat entsprach oft nicht den geforderten Qualitätsanforderungen. Der Abbau wurde deshalb im Dezember 1958 eingestellt.

### Schauanlage Rudolphschacht
2005/2006 wurde der Pferdegöpel nachgebaut. Das Treibehaus beherbergt die Ausstellung „Bergbau im Marienberg Revier“, es finden Schauvorführungen statt. Die oberen zwanzig Meter der Schachtröhre können besichtigt werden.